# Shewanella aquimarina
Shewanella aquimarina es una bacteria gramnegativa, ligeramente halófila, móvil, con forma de bastón y que no forma esporas. Pertenece al género Shewanella, y ha sido encontrada en las aguas del Mar Amarillo.   